# الحرب الإيطالية 1521-1526
الحرب الإيطالية 1521-1526 والتي تعرف أحياناً باسم حرب السنوات الأربع وكانت جزءاً من الحروب الإيطالية. دارت الحرب بين فرانسوا الأول ملك فرنسا وجمهورية البندقية ضد الإمبراطور الروماني المقدس كارلوس الخامس وهنري الثامن ملك إنجلترا والدولة البابوية. نشأ النزاع بسبب انتخاب كارلوس إمبراطوراً عام 1519-1520 وحاجة البابا ليو العاشر للتحالف مع كارلوس ضد مارتن لوثر.
اندلعت الحرب في جميع أنحاء أوروبا الغربية في أواخر العام 1521 عندما حاولت حملة فرنسية-نافارية استعادة نبرة، في الوقت الذي غزا فيه جيش فرنسي البلدان المنخفضة. اضطرّ جيشٌ إسباني القواتِ النافارية التراجع مرة أخرى إلى جبال البيرينيه، وهاجمت القوات الإمبراطورية الأخرى شمال فرنسا، حيث وُضع حدّ لتقدّمها.
بعد ذلك، وقع البابا والإمبراطور وهنري الثامن تحالفًا رسميًا ضد فرنسا واستؤنفت الأعمال القتالية في شبه الجزيرة الإيطالية؛ ولكن مع صرف كل من فرانسيس وشارلكان كامل تركيزهما على ساحة المعركة في شمال شرق فرنسا، أصبح الصراع في إيطاليا حدثًا ثانويًا. في معركة بيكوكا في 27 أبريل 1522، هزمت القوات الإمبراطورية والبابوية الفرنسيين وطردتهم من لومبارديا. بُعيد المعركة، امتدّ القتال مرة أخرى نحو الأراضي الفرنسية، في حين وقعت جمهورية البندقية معاهدة سلام منفصلة. غزا الإنجليز فرنسا في العام 1523 في حين أن شارل دي بوربون، الذي أُبعد بسبب محاولات فرانسيس الاستيلاء على ميراثه، خان فرانسيس وتحالف مع الإمبراطور. فشلت محاولة فرنسية لاستعادة لومبارديا في العام 1524 ومنحت بوربون الفرصة لغزو بروفنس على رأس جيش إسباني.
قاد فرانسيس بنفسه هجومًا ثانيًا على ميلان في العام 1525 ومُني بهزيمة ماحقة في معركة بافيا، حيث وقع في الأسر وقُتل العديد من كبار نبلائه، وهو ما أدى إلى انتهاء الحرب. نجم عن سجن فرانسيس في إسبانيا سلسلة من المناورات الدبلوماسية التي ركزت على إطلاق سراحه، كان منها بعثة فرنسية خاصة أرسلتها والدة فرانسيس لويز سافوي إلى بلاط سليمان القانوني، وأثمر عنها صدور إنذار عثماني لشارلكان –وهو ما شكل سابقةً في التحالف بين ملوك مسيحيين ومسلمين تسببت في فضيحة في العالم المسيحي وأرست أساسات التحالف الفرنسي العثماني. استغل سليمان الفرصة لغزو المجر في صيف العام 1526 وهزم حلفاء شارلكان في معركة موهاج. وعلى الرغم من هذه الجهود، وقّع فرانسيس على معاهدة مدريد متخليًا بذلك عن مطالباته بحكم إيطاليا وفلاندر وبورغونيا. بعد أسابيع قليلة من إطلاق سراحه، تنكّر فرانسيس لشروط المعاهدة، وبدأ حرب عصبة كونياك. على الرغم من أن الحروب الإيطالية استمرت لمدة ثلاثة عقود أخرى، إلا أنها انتهت بفشل فرنسا في استعادة أراض واسعة في إيطاليا.

## مقدمة
بحلول العام 1518، بدأ انهيار السلام الذي ساد في أوروبا بعد معركة مارينيانو. تظاهرت القوى الكبرى (فرنسا، وإنجلترا، وإسبانيا، والإمبراطورية الرومانية المقدسة) بالصداقة، وتعهدت بموجب معاهدة لندن بتقديم العون لأي من الموقعين الذين قد يتعرضون للهجوم، وبالتحالف ضد أي دولة تخرق حالة السلام. ومع ذلك، فقد كانوا منقسمين حول مسألة الخلافة الإمبراطورية. بدأ الإمبراطور الروماني المقدس ماكسيميليان الأول، الذي اعتزم أن يخلفه فرد من عائلة هابسبورغ، بدأ بالترويج لشارلكان ملك إسبانيا، بينما قدم فرانسيس نفسه كمرشح بديل. وبالتزامن مع ذلك، اضطرت البابوية والإمبراطورية الرومانية المقدسة للتعامل مع النفوذ المتزايد لمارتن لوثر الذي لقي دعمًا في أوساط بعض النبلاء الإمبراطوريين، في حين واجه فرانسيس الكاردينال توماس وولسي الذي أقحم نفسه في خلافات القارة سعيًا منه لزيادة نفوذه ونفوذ إنجلترا في الآن ذاته.
أفضت وفاة ماكسيميليان في العام 1519 إلى وضع الانتخابات الإمبراطورية في طليعة السياسات الأوروبية. انطلاقًا من خوفه بشأن وجود القوات الإسبانية على بعد أربعين ميلًا فقط من الفاتيكان، دعم البابا ليو العاشر الترشيح الفرنسي. تعهد الأمراء الناخبون بدعم كِلا المرشحين، في حين رفض فريدريش الثالث ناخب ساكسونيا تأييد الحملة الانتخابية. قبل وفاته، كان ماكسيميليان قد وعد بالفعل بدفع 500,000 فلورين لمجمع الناخبين مقابل أصواتهم، لكن فرانسيس عرض دفع ما يصل إلى ثلاثة ملايين، وردّ شارلكان على ذلك باقتراض مبالغ كبيرة من آل فوغر. ومع ذلك فإن النتيجة النهائية لم تحددها الرشاوى الباهظة، والتي تضمنت وعدًا من ليو بجعل رئيس أساقفة ماينز مبعوثه الدائم. أدى السخط الشعبي العارم من فكرة وجود إمبراطور فرنسي إلى تمهّل مجمع الناخبين، وعندما حشد شارلكان جيشًا في الميدان بالقرب من فرانكفورت حيث كان مجتمع الناخبين منعقدًا، لم يجد الناخبون بُدًّا من التصويت له. وتوج شارلكان بصفته الإمبراطور الروماني المقدس في 23 أكتوبر 1520، وكان آنذاك قد سيطر بالفعل على كل من التاج الإسباني وأراضي بورغونيا التي ورثها في البلدان المنخفضة.
مدفوعًا برغبته في زيادة تأثير هنري الثامن على القارة الأوروبية، عرض الكاردينال وولسي خدمات إنجلترا كوسيط في النزاعات المختلفة بين فرانسيس وشارلكان. عقد هنري وفرانسيس اجتماعًا فخمًا في ميدان قماش الذهب. مباشرة بعد ذلك، استضاف وولسي شارلكان في كاليه. بعد الاجتماعات، شرع وولسي -والذي كان مهتمًا بشكل رئيسي بتعزيز مكانته الخاصة- في التحضير للمجمع المغلق التالي. وقد قام بتنظيم مؤتمر تحكيم فاشل في كاليه، استمر حتى أبريل 1522 ولكن دون أي تأثير عملي.
في ديسمبر، بدأ الفرنسيون بالتخطيط للحرب. لم يرغب فرانسيس بمهاجمة شارلكان علنًا لأن الملك هنري صرّح عن نيته بالتدخل ضد أول طرف يخرق حالة السلام الهش. وبدلًا من ذلك، لجأ فرانسيس إلى تقديم المزيد من الدعم السري لعمليات التوغل في الأراضي الألمانية والإسبانية. شُنّ هجوم واحد على نهر الميز بقيادة روبرت دي لا مارك. وبالتزامن مع هذا الهجوم، تقدم جيش نافاري فرنسي عبر نبرة بعد استعادة سان جان بييه دو بور. قاد الحملة اسميًا هنري الثاني ملك نبرة البالغ من العمر 18 عامًا والذي تعرضت مملكته للغزو من قبل فرديناند الثاني ملك أراغون في العام 1512. ولكن أندريه دي فوا كان القائد الفعلي للجيش الذي موّله جهزه الفرنسيون. سرعان ما ثبت فشل الخطط العسكرية الفرنسية، إذ أدى تدخل هنري ناساو إلى صدّ الهجوم على نهر الميز. وعلى الرغم من نجاح دي فوا كان المبدئي في الاستيلاء على بنبلونة، فقد طُرد من نبرة بعد هزيمته في معركة إسكيروز في 30 يونيو 1521.
في هذه الأثناء، كان شارلكان منشغلًا بقضية مارتن لوثر، الذي واجهه في مجمع فورمز الكنسي في مارس 1521. اعتبر الإمبراطور الكاثوليكية هي الطريقة الطبيعية لربط الإمارات المتنوعة المنضوية في الإمبراطورية الرومانية المقدسة. بما أن البابا ليو العاشر من جانبه  لم يكن على استعداد لتحمل مثل هذا التحدي الصريح لسلطته الخاصة، فقد اضطر هو والإمبراطور لدعم بعضهما بعضًا ضد لوثر، الذي كان  يدعمه فريدريش ساكسونيا وفرانز فون سيكنجن. في 25 مايو 1521، أعلن شارلكان والكاردينال جيرولامو ألياندرو، الذي كان مندوب البابوية في ذلك الوقت، أعلنا قرارات مجمع فورمز الكنسي ضد لوثر. وفي نفس الوقت، وعد الإمبراطورُ البابا بإعادة مدينتي بارما وبياتشنزا إلى ميديشي، وإعادة ميلانو إلى عائل سفورزا. في حين وعد ليو، الذي احتاج إلى الانتداب الإمبراطوري لحملته ضد ما اعتبره بدعة خطيرة، وعد بتقديم المساعدة لطرد الفرنسيين من لومبارديا، وهو ما لم يُبقِ لفرانسيس من حلفاء سوى جمهورية البندقية.